# 姊小路公知
姊小路公知（1839年1月22日—1863年7月5日、天保10年12月5日 - 文久3年5月20日）是江戶時代末期的公家。位階正四位下，明治維新後追贈正二位。父親是姊小路公前，叔父是澤宣嘉。

## 經歷
安政5年（1858年），反對日米修好通商條約，作為廷臣八十八卿之指導者而活動。文久2年（1862年）9月，成為右近衛權少將，作為督促幕府攘夷的副使，和正使三條實美前往江戶，和勝海舟視察江戶灣岸。後成為國事參政，是攘夷派公家之先鋒。文久3年（1863年），朝議的歸途中，在京都朔平門外的猿辻被刺客襲擊（朔平門外之變），逝於自宅，享年25。墓所在京都市上京區的清淨華院。
暗殺犯據說是幕末四大人斬之一的薩摩藩士田中新兵衛，但是田中在調查中自殺，因此真相不明。

## 關連項目
- 姊小路家